# Konstantin Filippou
Konstantin Filippou (* 1980 in Graz) ist ein österreichischer Koch und Gastronom.

## Leben und Wirken
Konstantin Filippou wurde als Sohn einer Österreicherin und eines Griechen geboren. Als er 13 Jahre alt war, starb sein Vater. Zwei Jahre später begann er seine Ausbildung zum Koch im Hotel Unterhof in Filzmoos. Anschließend arbeitete er im Restaurant Obauer in Werfen, im „Steirereck“ in Wien, bei Gordon Ramsay, im „Le Gavroche“ in London und später im „Arzak“ im spanischen San Sebastian sowie im „Weibel 3“ und „Novelli“ in Wien. 2013 eröffnete er in Wien sein eigenes Restaurant „Konstantin Filippou“, des Weiteren betreibt er an der Dominikanerbastei das Weinlokal „O Boufés“.
Im Jahr 2011 war Filippou Gewinner der Trophée Gourmet A la Carte in der Kategorie „Kreative Küche“. Sein Restaurant „Konstantin Filippou“ wurde 2014 mit einem Michelinstern ausgezeichnet, 2018 erhielt Filippou den 2. Michelinstern. 2016 wurde er vom Gault Millau als „Koch des Jahres“ ausgezeichnet. 2018 erhielt er von Gault Millau die 4. Haube, 2020 folgte die 5. Haube.

## Berichte über Missstände
Im Februar 2025 erhoben ehemalige Mitarbeiter des Restaurants „Konstantin Fillippou“ schwere Vorwürfe gegen den Sternekoch, wonach es regelmäßig zu Zutaten-Schwindel, Beschimpfungen und Druck gekommen sei. So soll Fillippou in einigen Fällen anstatt der angepriesenen hochwertigen atlantischen Meeresfrüchte lediglich billige asiatische Tiefkühlprodukte für seine Speisen verwendet haben.

## TV-Auftritte
Filippou wirkte in verschiedenen Fernsehformaten mit. Bis 2018 war er einer der Profiköche in der ORF-Sendung Frisch gekocht. 2018 trat er in der ersten Folge der dritten Staffel der VOX-Kochshow Kitchen Impossible auf. Im Jahr 2021 war er dort in der Weihnachts-Edition der 5. Staffel zu sehen, an der Seite von Sepp Schellhorn im Duell mit Tim Mälzer und Tim Raue, wobei er gemeinsam mit Schellhorn gewann.
Seit 2018 wirkt er als Juror in der ORF-Comedy-Kochshow Meine Mama kocht besser als deine,  
2020 war Filippou Teil der Dokumentation Väter, die von Servus TV in der Reihe Restaurantlegenden ausgestrahlt wurde.
2022 trat er als Gastjuror in einer Folge der Sat.1 Kochshow The Taste auf.

## Publikationen
- Konstantin Filippou. Kochbuch/Biografie mit Texten von Christian Seiler und Fotografien von Per-Anders Jörgensen. Verlag CSV, 2016, ISBN 978-3-9502868-2-3.